# Districten van Cyprus

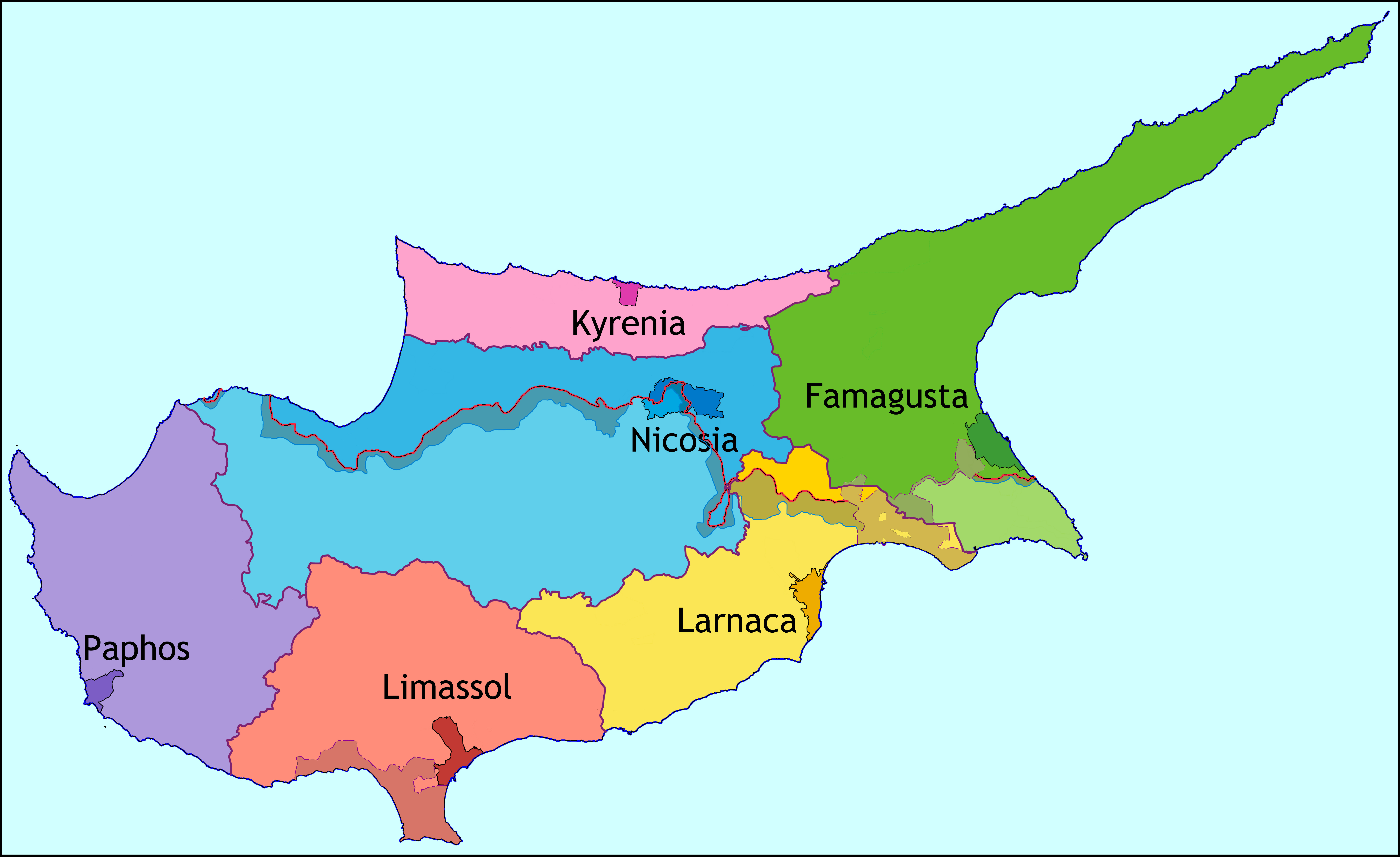
Kaart met de districten van Cyprus

De districten van Cyprus (Grieks: επαρχίες, eparchies) zijn de officiële bestuurlijke indelingen van Cyprus. Er zijn 6 districten, die dezelfde naam dragen als de hoofdstad van het district. Deze districten dateren echter nog van voor de deling van het eiland en de grenzen van de districten houden zich daarom niet aan de grens tussen het Grieks- en Turks-Cypriotische deel van het eiland.

## Indeling in districten
- Famagusta
- Kyrenia (tegenwoordig Girne)
- Larnaca
- Limasol
- Nicosia
- Paphos

## Gemeenten
De 6 districten zijn onderverdeeld 615 Dimoi (Δήμοι) en Koinotites (Κοινότητες), respectievelijk de stads- en landgemeenten.